# Pira (Bénin)
Pour les articles homonymes, voir Pira (homonymie).
Pira est une localité du Bénin.